# Periodo parlamentario 2001-2006 del Congreso de la República del Perú
El Periodo parlamentario 2001-2006 del Congreso de la República del Perú corresponde a las sesiones legislativas del congreso elegido en las elecciones generales del 2001. Se instaló el 27 de julio del 2001 y concluyó sus funciones el 26 de julio del 2006.

## Conformación
En el 2001, el gobierno transitorio de Valentín Paniagua convocó a elecciones generales para abril de dicho año. El resultado dio la victoria a Alejandro Toledo, quien resultó elegido Presidente de la República en la segunda vuelta o balotaje. Sin embargo, en el Congreso que fue elegido en la primera vuelta no obtuvo la mayoría parlamentaria, solo fue la primera fuerza política, mientras que el Partido Aprista Peruano y Unidad Nacional lideraron la oposición.
| Agrupación Política                   | N.º         |
| ------------------------------------- | ----------- |
| Perú Posible                          | 45          |
| Partido Aprista Peruano               | 28          |
| Unidad Nacional                       | 17          |
| Frente Independiente Moralizador      | 11          |
| Unión por el Perú - Social Democracia | 6           |
| Somos Perú - Causa Democrática        | 4           |
| Cambio 90 - Nueva Mayoría             | 3           |
| Acción Popular                        | 3           |
| Solución Popular                      | 1           |
| Todos por la Victoria                 | 1           |
| Renacimiento Andino                   | 1           |
| Total                                 | 120 Curules |

## Mesas directivas

### 2001-2002
| Cargo               | Nombre               | Partido                 |
| ------------------- | -------------------- | ----------------------- |
| Presidencia         | Carlos Ferrero Costa | Perú Posible            |
| 1.ª Vicepresidencia | Henry Pease          | Perú Posible            |
| 2.ª Vicepresidencia | Jorge del Castillo   | Partido Aprista Peruano |
| 3.ª Vicepresidencia | Xavier Barrón        | Unidad Nacional         |

Luego en agosto del 2001, se planteó la inclusión de cuarta y quinta vicepresidencia de la Mesa Directiva y se presentó una lista única.
| Cargo               | Nombre              | Partido                            |
| ------------------- | ------------------- | ---------------------------------- |
| 4.ª Vicepresidencia | Javier Diez Canseco | Unión Parlamentaria Descentralista |
| 5.ª Vicepresidencia | Luis Iberico        | Frente Independiente Moralizador   |

### 2002-2003
| Cargo               | Nombre                 | Partido                            |
| ------------------- | ---------------------- | ---------------------------------- |
| Presidencia         | Carlos Ferrero Costa   | Perú Posible                       |
| 1.ª Vicepresidencia | Jesús Alvarado Hidalgo | Perú Posible                       |
| 2.ª Vicepresidencia | Mercedes Cabanillas    | Partido Aprista Peruano            |
| 3.ª Vicepresidencia | Hildebrando Tapia      | Unidad Nacional                    |
| 4.ª Vicepresidencia | Natale Amprimo         | Unión Parlamentaria Descentralista |
| 5.ª Vicepresidencia | Gustavo Pacheco        | Frente Independiente Moralizador   |

### 2003-2004
| Cargo               | Nombre                    | Partido                            |
| ------------------- | ------------------------- | ---------------------------------- |
| Presidencia         | Henry Pease               | Perú Posible                       |
| 1.ª Vicepresidencia | Marciano Rengifo          | Perú Posible                       |
| 2.ª Vicepresidencia | Pedro Morales Mansilla    | Unión Parlamentaria Descentralista |
| 3.ª Vicepresidencia | Carlos Infantas Fernández | Frente Independiente Moralizador   |
| 4.ª Vicepresidencia | Carlos Ramos Loayza       | Unión Parlamentaria Descentralista |
| 5.ª Vicepresidencia | Edgar Villanueva Núñez    | Perú Posible                       |

| Cargo               | Nombre                   | Partido                 |
| ------------------- | ------------------------ | ----------------------- |
| Presidencia         | Ántero Flores-Aráoz      | Unidad Nacional         |
| 1.ª Vicepresidencia | Judith de la Mata        | Partido Aprista Peruano |
| 2.ª Vicepresidencia | Rafael Aita Campodónico  | Unidad Nacional         |
| 3.ª Vicepresidencia | José Luis Delgado Núñez  | Partido Aprista Peruano |
| 4.ª Vicepresidencia | Fabiola Morales Castillo | Unidad Nacional         |
| 5.ª Vicepresidencia | Emma Vargas de Benavides | Unidad Nacional         |

### 2004-2005
| Cargo               | Nombre                    | Partido                            |
| ------------------- | ------------------------- | ---------------------------------- |
| Presidencia         | Ántero Flores-Aráoz       | Unidad Nacional                    |
| 1.ª Vicepresidencia | Natale Amprimo            | Alianza Nacional                   |
| 2.ª Vicepresidencia | Judith de la Mata         | Partido Aprista Peruano            |
| 3.ª Vicepresidencia | Jorge Mera Ramírez        | Alianza Nacional                   |
| 4.ª Vicepresidencia | Jorge Chávez Sibina       | Perú Ahora - Independientes        |
| 5.ª Vicepresidencia | Michael Martínez Gonzales | Unión Parlamentaria Descentralista |

| Cargo               | Nombre                 | Partido                            |
| ------------------- | ---------------------- | ---------------------------------- |
| Presidencia         | Luis Solari            | Perú Posible                       |
| 1.ª Vicepresidencia | Marcial Ayaipoma       | Perú Posible                       |
| 2.ª Vicepresidencia | José Miguel Devéscovi  | Frente Independiente Moralizador   |
| 3.ª Vicepresidencia | Gonzalo Jiménez Dioses | Unión Parlamentaria Descentralista |
| 4.ª Vicepresidencia | Héctor Chávez Chuchón  | Concertación Parlamentaria         |
| 5.ª Vicepresidencia | Walter Alejos Calderón | Concertación Parlamentaria         |

### 2005-2006
| Cargo               | Nombre                  | Partido                            |
| ------------------- | ----------------------- | ---------------------------------- |
| Presidencia         | Marcial Ayaipoma        | Perú Posible                       |
| 1.ª Vicepresidencia | Fausto Alvarado         | Frente Independiente Moralizador   |
| 2.ª Vicepresidencia | Gilberto Díaz Peralta   | Perú Posible                       |
| 3.ª Vicepresidencia | Eduardo Carhuaricra     | Unión Parlamentaria Descentralista |
| 4.ª Vicepresidencia | Ronnie Jurado Adriazola | Perú Ahora - Independientes        |
| 5.ª Vicepresidencia | Alejandro Oré Mora      | Perú Posible                       |